# Emirato de Abu Dabi
Abu Dabi, oficialmente denominado Emirato de Abu Dabi (en árabe: إمارة أبو ظبي‎ Imarat Abu Zabi, literalmente 'padre de los ciervos'), es uno de los siete emiratos que constituyen los Emiratos Árabes Unidos (EAU). Es el emirato más grande de los siete por superficie (67 340 km²) y el segundo en población (después de Dubái). Representa aproximadamente el 86% de la superficie total de los Emiratos Árabes Unidos. Su capital, Abu Dabi, es la sede del Presidente de los Emiratos Árabes Unidos y también capital de este emirato. Esta ciudad alberga muchas compañías petroleras, embajadas extranjeras y el gabinete del gobierno federal.
Los principales ingresos del emirato provienen de la industria, construcción y servicios financieros, que se combinan para formar una economía de 187 000 millones de dólares (2008). Los ingresos del sector industrial fueron el 65,5%, las actividades de la construcción el 11,5% y las comerciales y financieras forman el 23,6% restante.

## Historia

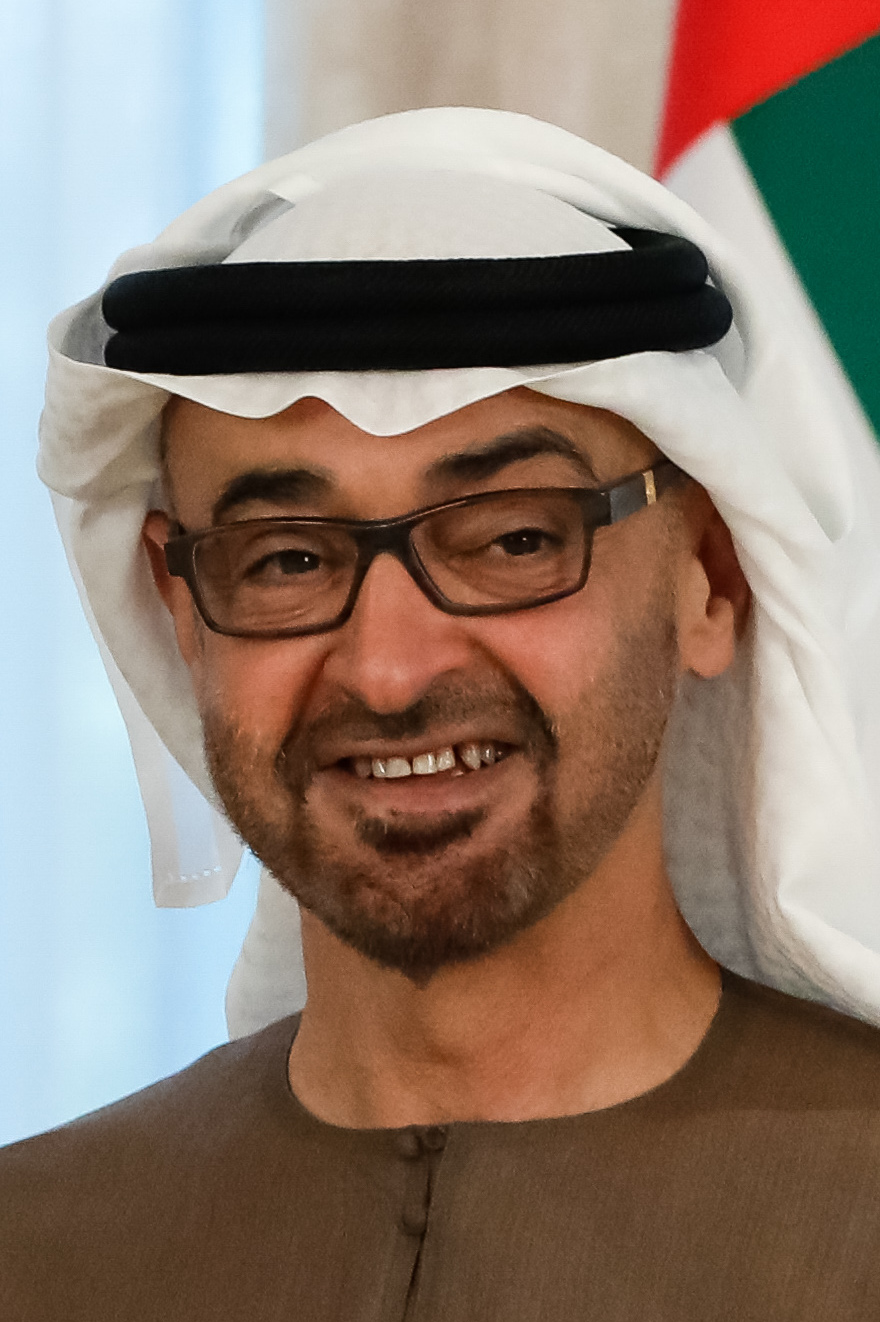
El actual gobernante de Abu Dabi, el jeque Mohamed bin Zayed Al Nahayan.

Partes de Abu Dabi estaban habitadas ya en el 3.er milenio antes de Cristo, y su historia antigua se ajusta a los patrones de pastoreo nómada y pesca típicos de la región en general. El Abu Dabi moderno tiene sus orígenes en el inicio de una importante confederación tribal, la Bani Yas, a finales del siglo XVIII, que también asumió el control de Dubái. En el siglo XIX, Dubái y Abu Dabi separaron sus destinos.
A mediados del siglo XX, la economía de Abu Dabi seguía basándose principalmente en el pastoreo de camellos, la producción de dátiles y verduras en los oasis interiores de Al Ain y Liwa, y la pesca y la recolección de perlas en la costa de la ciudad de Abu Dabi, que estaba ocupada principalmente durante los meses de verano. La mayoría de las viviendas en la ciudad de Abu Dabi estaban construidas en esta época con hojas de palma (Barasti), mientras que las familias más ricas ocupaban cabañas de barro. El crecimiento de la industria de la perla cultivada en la primera mitad del siglo XX creó dificultades para los residentes de Abu Dabi, ya que las perlas representaban el principal producto de exportación y la principal fuente de ingresos en efectivo.
En 1939, el jeque Shakhbut bin Sultán Al Nahayan otorgó concesiones para buscar petróleo, y en 1958 se encontró petróleo por primera vez. Al principio, el dinero del petróleo tuvo un impacto marginal. Se edificaron unos pocos edificios de hormigón y se completó la primera carretera pavimentada en 1961, pero el jeque Shakbut, no estando seguro de que duraran los beneficios del petróleo, adoptó un enfoque prudente y prefirió ahorrar en lugar de invertir en el desarrollo. Su hermano, el jeque Zayed bin Sultán Al Nahayan, vio que la riqueza petrolera tenía el potencial para transformar Abu Dabi. La familia Al Nahyan, que tenía el poder, decidió que el jeque Zayed debía sustituir a su hermano como gobernante y llevar a cabo su visión de desarrollo del país. El 6 de agosto de 1966, con la ayuda de los británicos, el jeque Zayed se convirtió en el nuevo gobernante.
Con el anuncio hecho por el Reino Unido en 1968 de que se retiraría de la zona del golfo Pérsico en 1971, el jeque Zayed se convirtió en la principal fuerza impulsora de la formación de los Emiratos Árabes Unidos.
Cuando los Emiratos obtuvieron su independencia en 1971, la riqueza del petróleo continuó fluyendo al país, y las tradicionales cabañas de adobe de la zona fueron reemplazadas rápidamente por bancos, boutiques y modernos rascacielos.
En la actualidad, Abu Dabi cuenta con el nivel de fondos estatales más alto del mundo, tanto en términos absolutos como relativos, calculándose que son un millón de dólares estadounidenses por habitante.

## Geografía

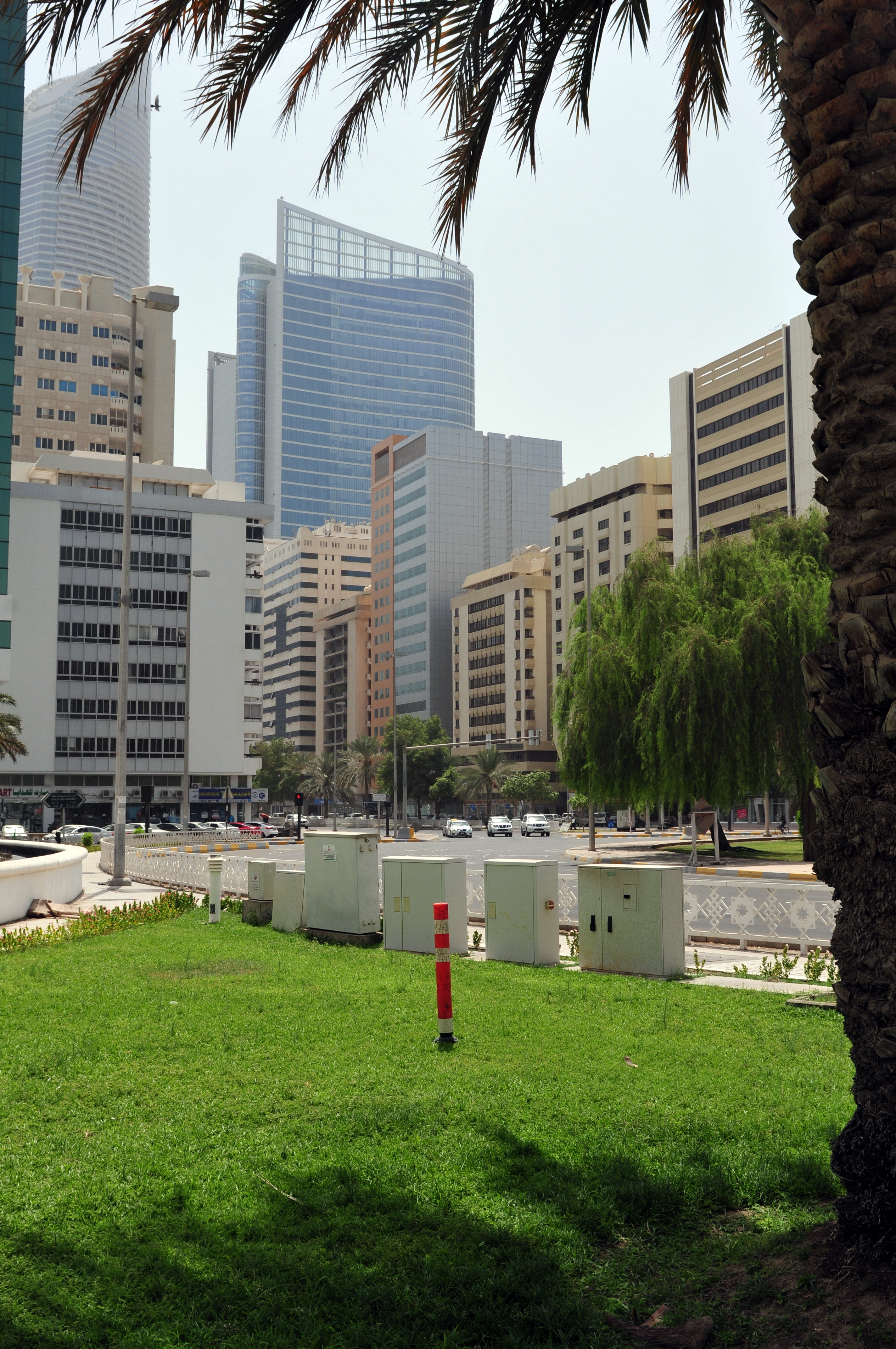
Abu Dabi

El emirato de Abu Dabi se encuentra en la estratégica región del golfo Pérsico, rica en petróleo. Limita con el Reino de Arabia Saudita y el Sultanato de Omán, así como los emiratos de Dubái y Sharjah al norte.
El área total del Emirato es de 67.340 kilómetros cuadrados, ocupando aproximadamente el 87% de la superficie total de los Emiratos Árabes Unidos, excluyendo las islas. Las aguas territoriales del Emirato abarcan alrededor de 200 islas de su costa de 700 km. La topografía del Emirato está dominada por terrenos arenosos de poca altura salpicados de dunas de arena que superan los 300 m de altura en algunas zonas del sur. La parte oriental del Emirato limita con las franjas occidentales de las montañas Hajar. Hafeet Mountain, la elevación más alta y la única montaña de Abu Dabi, se eleva entre 1.100 y 1.400 m y está ubicada al sur de la ciudad de Al-Ain.
El cultivo de tierras y el riego para la agricultura y la forestación durante la última década han aumentado el tamaño de las áreas "verdes" en el emirato a aproximadamente el 5% de la superficie total de la tierra, incluidos los parques y las plantaciones en las carreteras. Alrededor del 1,2% de la superficie total de la tierra se utiliza para la agricultura. Una pequeña parte de la superficie terrestre está cubierta por montañas, que contienen varias cuevas. La zona costera contiene focos de humedales y colonias de manglares. Abu Dabi también tiene docenas de islas, en su mayoría pequeñas y deshabitadas, algunas de las cuales han sido designadas como santuarios para la vida silvestre.

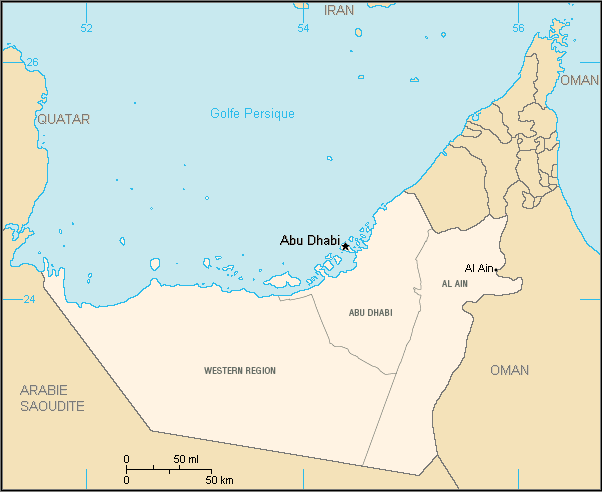
Regiones del emirato

El emirato se divide en tres regiones:

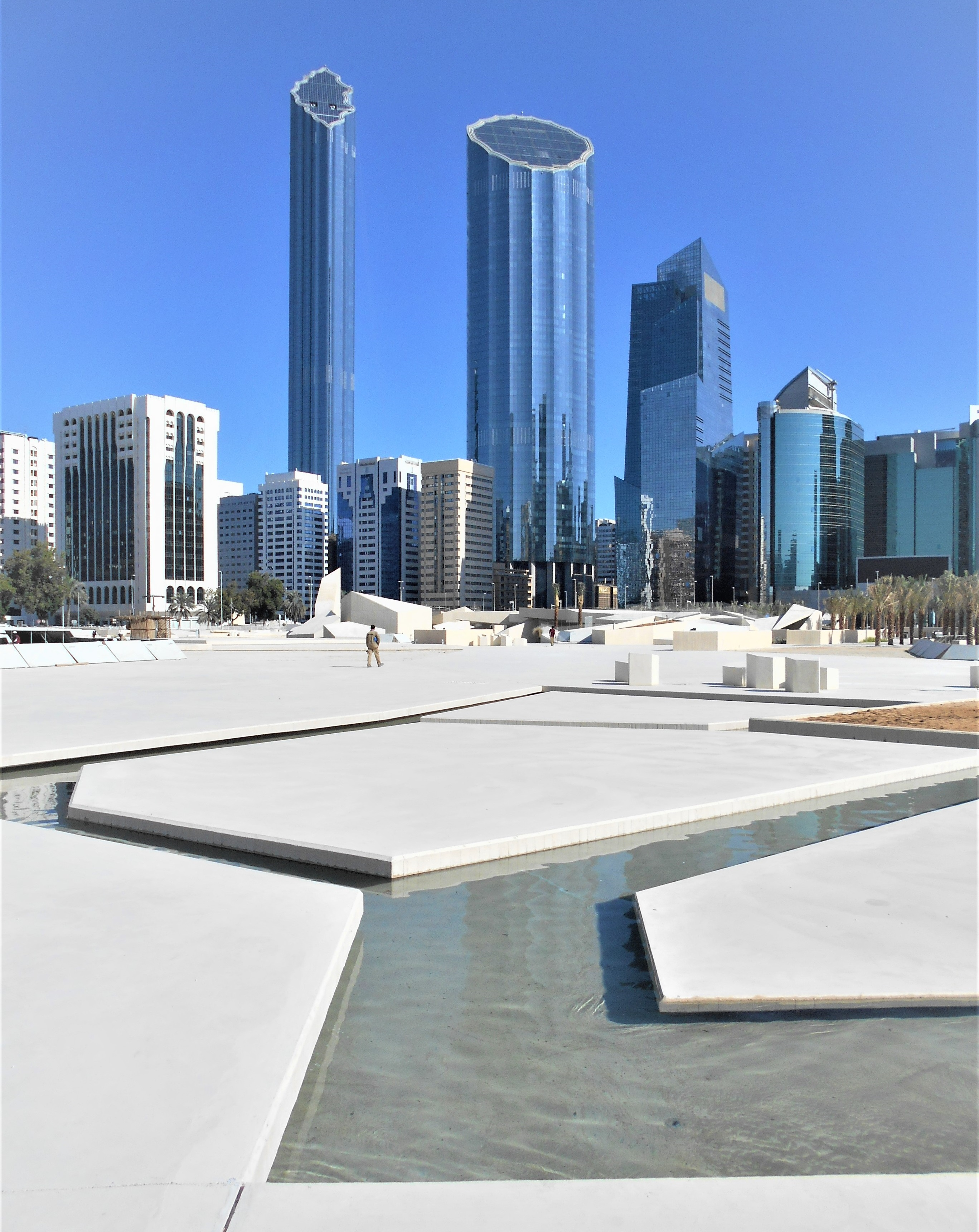
Contraste entre el Qasr al Hosn (sitio fundacional de Abu Dabi) y los modernos rascacielos.

| Región | Principales poblaciones | Mapa |
| --- | --- | ---- |
| Región de Abu Dhabi (también conocida como Distrito Capital Central de Abu Dabi y Área Metropolitana de Abu Dabi) | Abu Dhabi (asentamiento principal), Abu al Abyad, Isla Al Bahrani, Khalifa Port, Masdar, Puerto Zayed, Isla de Saadiyat, Isla de Yas |      |
| Región de Al Dhafra (también conocida como Región Occidental (Gharbiyyah))                                        | Madinat Zayed (asentamiento principal), Ghayati, Ghuwaifat, Habshan, Oasis de Liwa, Isla Marawah, Ruwais, Sila, Sir Bani Yas         |      |
| Región de Al Ain (también conocida como Región Oriental (Sharqiyyah))                                             | Al Ain (asentamiento principal), Al Faqa, Mezyad, Sweihan                                                                            |      |

## Núcleos urbanos
Abu Dabi, la capital, es una ciudad moderna con amplias avenidas, altos edificios de oficinas y apartamentos y bulliciosas tiendas. Se encuentra en una isla en la costa del emirato y tiene unos 900 000 habitantes.
Al Ain, la segunda ciudad del emirato, es una aglomeración de varios pueblos dispersos alrededor de un valioso oasis en el desierto. Hoy es la sede de la universidad nacional, la Universidad de los Emiratos Árabes Unidos. Al Ain se anuncia como la "Ciudad Jardín" de los Emiratos Árabes Masdar y es una ciudad denominada "100% ecológica" que se encuentra en construcción en Abu Dabi, diseñada por el estudio de Norman Foster.

## Clima
Se puede esperar cielo azul y soleado durante todo el año. Los meses de junio a septiembre son generalmente cálidos y húmedos con temperaturas promedio superiores a 40 °C (110 °F). Durante este tiempo también se producen tormentas de arena, que en algunos casos reducen la visibilidad a unos pocos metros. El clima es normalmente agradable desde octubre a mayo. Enero y febrero son más frescos y pueden requerir el uso de una chaqueta ligera. Durante este período hay asimismo densas nieblas en algunos días.

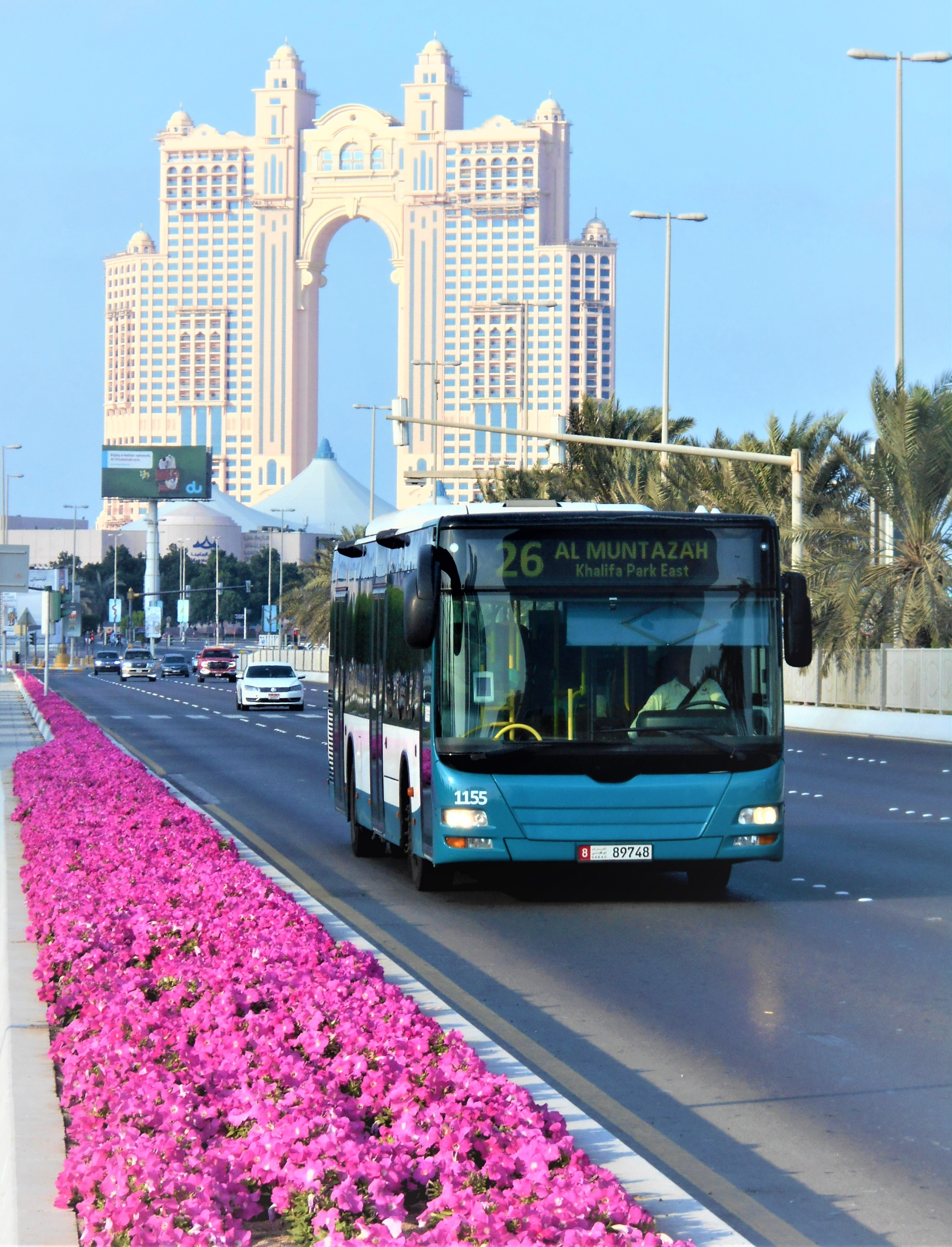
Colectivo de transporte público en Abu Dabi.

La ciudad oasis de Al Ain, a unos 150 km de distancia en la frontera con Omán, suele marcar las temperaturas más altas del país; sin embargo, el aire seco del desierto y las noches frescas lo convierten en un retiro tradicional de los calurosos veranos y la humedad durante todo el año de la capital.

## Transporte
El Aeropuerto Internacional de Abu Dabi (AUH) y el Aeropuerto Internacional de Al Ain (AAN) dan servicio aéreo al emirato.
Los vehículos privados y los taxis son los medios principales de transporte en la ciudad, aunque existen autobuses públicos a cargo de la Municipalidad de Abu Dabi, que son utilizados sobre todo por la población de menores ingresos. Hay rutas de autobuses entre Abu Dabi y las ciudades cercanas, como Baniyas, Habashan y Al Ain, entre otras. Un servicio más reciente comenzó en 2005 entre Abu Dabi y la ciudad comercial de Dubái (unos 160 km de distancia).

## Educación
Hay multitud de centros para atender tanto a la población de origen abudabí, como a los hijos de trabajadores venidos de otros países, incluyendo la universidad nacional (Universidad de los Emiratos Árabes Unidos).

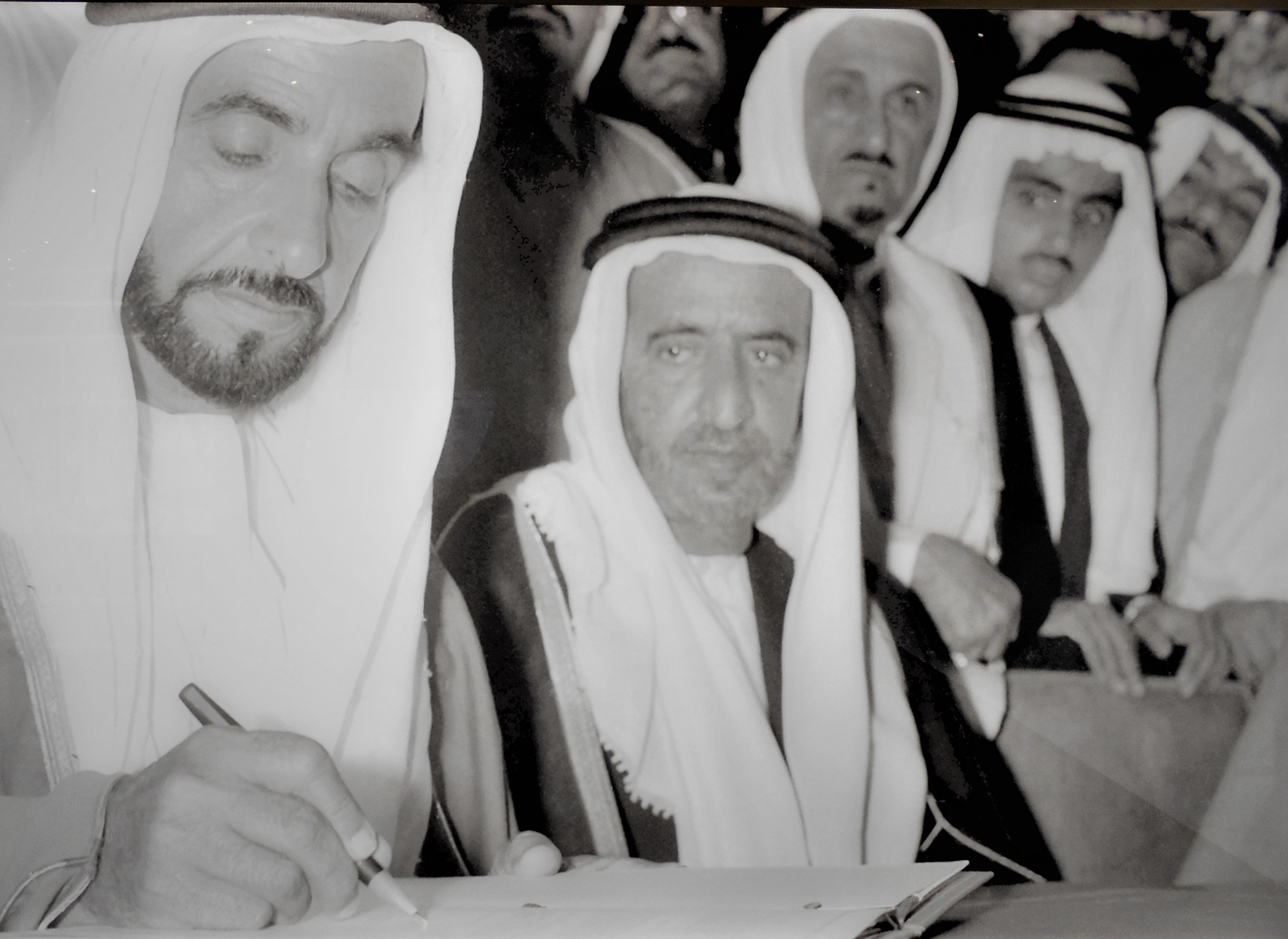
Jeque Zayed II bin Sultan Al Nahayan firmando la unión de los Emiratos Árabes en 1971.

## Dinastía Al Nahayan
Emires de Abu Dabi:
- Ziab Al Nahayan (1761-1793)
- Sajbut I bin Ziab Al Nahayan (1793-1816)
- Mohamed bin Sajbut Al Nahayan (1816-1818)
- Tahnun I bin Mohamed Al Nahayan (1818-1833)
- Jalifa I bin Sajbut Al Nahayan (1833-1845/55)
- Zayed I bin Jalifa Al Nahayan (1845/55-1909)
- Tahnun II bin Zayed Al Nahayan (1909-1912)
- Handam bin Zayed Al Nahayan (1912-1922)
- Sultán bin Zayed Al Nahayan (1922-1926)
- Saqr bin Zayed Al Nahayan (1926-1928)
- Sajbut II bin Saqr Al Nahayan (1928-1966)
- Zayed II bin Sultán Al Nahayan (1966-2004)
- Jalifa II bin Zayed Al Nahayan (2004-2022)
- Mohamed bin Zayed Al Nahayan (2022-Act.)